# Парламентские выборы в Дании (2022)
Досрочные парламентские выборы в Дании прошли 1 ноября 2022 года (31 октября на Фарерских островах). Были избраны 179 депутатов фолькетинга. «Красный» блок левых партий, возглавляемый Метте Фредериксен, получил большинство — 90 мест, «синий» блок правых, возглавляемый Якобом Эллеманн-Енсеном, — 73 места, а центристская партия «Умеренные», которая была создана ранее в 2022 году бывшим премьер-министром Дании Ларсом Лёкке Расмуссеном, — 16 мест.
Количество избирателей — 4 270 744 человек. Явка составила 84,1 %.
15 декабря социал-демократы, Венстре и «Умеренные» сформировали правительство.

## Результаты
| Партия                           | Голосов | Мест | Δ     |
| -------------------------------- | ------- | ---- | ----- |
| Социал-демократы                 | 27,5 %  | 50   | ▲ 2   |
| Венстре                          | 13,3 %  | 23   | ▼ 20  |
| Умеренные                        | 9,3 %   | 16   | новая |
| Социалистическая народная партия | 8,3 %   | 15   | ▲ 1   |
| Датские демократы                | 8,1 %   | 14   | новая |
| Либеральный альянс               | 7,9 %   | 14   | ▲ 10  |
| Консервативная народная партия   | 5,5 %   | 10   | ▼ 2   |
| Красно-зелёная коалиция          | 5,2 %   | 9    | ▼ 4   |
| Радикальная Венстре              | 3,8 %   | 7    | ▼ 9   |
| Новые правые                     | 3,7 %   | 6    | ▲ 2   |
| Альтернатива                     | 3,3 %   | 6    | ▲ 1   |
| Датская народная партия          | 2,6 %   | 5    | ▼ 11  |
| Независимые зелёные              | 0,9 %   | 0    | новая |
| Христианские демократы           | 0,5 %   | 0    | →     |
| Гренландия                       |         |      |       |
| Народное сообщество              |         | 1    | →     |
| Вперёд                           |         | 1    | →     |
| Фарерские острова                |         |      |       |
| Партия союза                     |         | 1    | →     |
| Социал-демократическая партия    |         | 1    | →     |